# Gu Xiaogang
Gu Xiaogang, né le 11 août 1988 à Fuyang au sud de la Chine, est un réalisateur chinois.

## Parcours
Alors qu’il est au milieu de ses études universitaires en design de mode et marketing, Gu Xiaogang se découvre une passion pour le cinéma et plus particulièrement pour la réalisation de film.
Il est notamment remarqué à la Semaine de la critique où son premier vrai long métrage, Séjour dans les monts Fuchun, fait la clôture de la 58e édition du festival de Cannes.

## Filmographie
- 2012 : Natural Farmer JIA (自然农人老贾), court métrage
- 2014 : Planting for Life (种植人生), également directeur de la photographie
- 2016 : For One More Day (一日重现), également scénariste
- 2019 : Séjour dans les monts Fuchun (春江水暖), également scénariste
- 2021 : Et vogue le cinéma... (夏风沉醉的晚上), court métrage parallèle à Séjour dans les Monts Fuchun tourné pendant la pandémie de Covid-19 afin de rendre hommage au cinéma ; également scénariste